# Mtubatuba
Mtubatuba (officieel Mtubatuba Local Municipality) is een stad en gemeente in het Zuid-Afrikaanse district Umkhanyakude.
Mtubatuba ligt in de provincie KwaZoeloe-Natal en telt 175.425 inwoners. Ter hoogte van de stad draait de N2 vanuit Durban af naar het westen. Via Mtubatuba kunnen twee toeristische trekpleisters bereikt worden: iSimangaliso Wetland Park en Nationaal park Hluhluwe-Umfolozi (deel Hluhluwe).
In de stad is een suikerraffinaderij gevestigd.

## Hoofdplaatsen
Het nationaal instituut voor de statistiek, Stats SA, deelt sinds de census 2011 deze gemeente in in 33 zogenaamde hoofdplaatsen (main place):
DukuDuku • DukuDuku NU • Ebaswzini • Enqupheni • Ensolweni • Esiyembeni • Gunjaneni • Hoho • KwaMsane • KwaMthole • KwaSithole • Machibini • Madwaleni • Makhambane • Mapheleni • Mfekayi • Mhujini • Mshaya • Mtubatuba • Mvutshini • Ndombeni • Nkatha • Nkolokoto • Nkombose • Ntondweni • Ogengele • Ophondweni • Phondweni • Qakwini • River View • ShikiShela • Somkele • St Lucia.